# 도널드 잭슨
도널드 조지 잭슨(1940년 4월 2일~)은 캐나다의 피겨 스케이팅 선수이다. 그는 전캐나다 선수권 대회에서 4연패했고 1960년 동계 올림픽에서 동메달을 획득했다.

## 생애 및 선수 경력
그는 1962년 프라하 세계 피겨 스케이팅 선수권 대회에서 국제 대회의 첫번째 트리플 러츠 점프를 착지했고 우승했다. 잭슨은 1960년 올림픽 챔피언 캐럴 하이스의 가족과 함께 살았던 뉴욕에서 피에르 브뤼네의 지도를 받았다. 도널드 잭슨은 2001년에 온타리오 스포츠 명예의 전당에 헌액되었다.

## 대회 성적
| 대회             | 1956 | 1957 | 1958 | 1959 | 1960 | 1961 | 1962 |
| ---------------- | ---- | ---- | ---- | ---- | ---- | ---- | ---- |
| 동계 올림픽      |      |      |      |      | 3위  |      |      |
| 세계 선수권 대회 |      | 7위  | 4위  | 2위  | 2위  |      | 1위  |